# Подводные лодки типа «Малютка»
Подводные лодки типа М — «Малютка» — тип советских подводных лодок времён Второй мировой войны, самые малоразмерные подводные лодки в Советском Союзе в этот период. Подлодки типа «М» активно участвовали в Великой Отечественной войне. Предназначенные для ближней защиты берегов и морских баз, они оказались способны вести успешные боевые действия даже у побережья противника и во вражеских гаванях. Всего были построены 153 подводные лодки типа М четырёх разных проектов, из них 78 до войны, 22 во время войны и 53 лодки серии XV уже после войны.

## История создания
В начале 1930-х годов советским правительством было принято решение о создании и усилении Тихоокеанского флота. В связи с трудностями, возникающими при транспортировке кораблей (лодок типов «Щука» и «Ленинец») по железной дороге в разобранном виде и их последующей сборке, было принято решение о проектировании класса малых подводных лодок, которые бы в собранном виде вписывались в железнодорожный габарит, что позволяло бы свободно перевозить их по железной дороге.
Разработкой проекта занимался А. Н. Асафов, инженер Техбюро № 4, разрабатывавший ранее подводные лодки типа «Правда». За основу при проектировании была взята подводная лодка «Минога», имевшая водоизмещение около 120 тонн.
20 марта 1932 года Реввоенсовет СССР утвердил проект малой подводной лодки серии VI, названной «Малютка».

### Серия VI

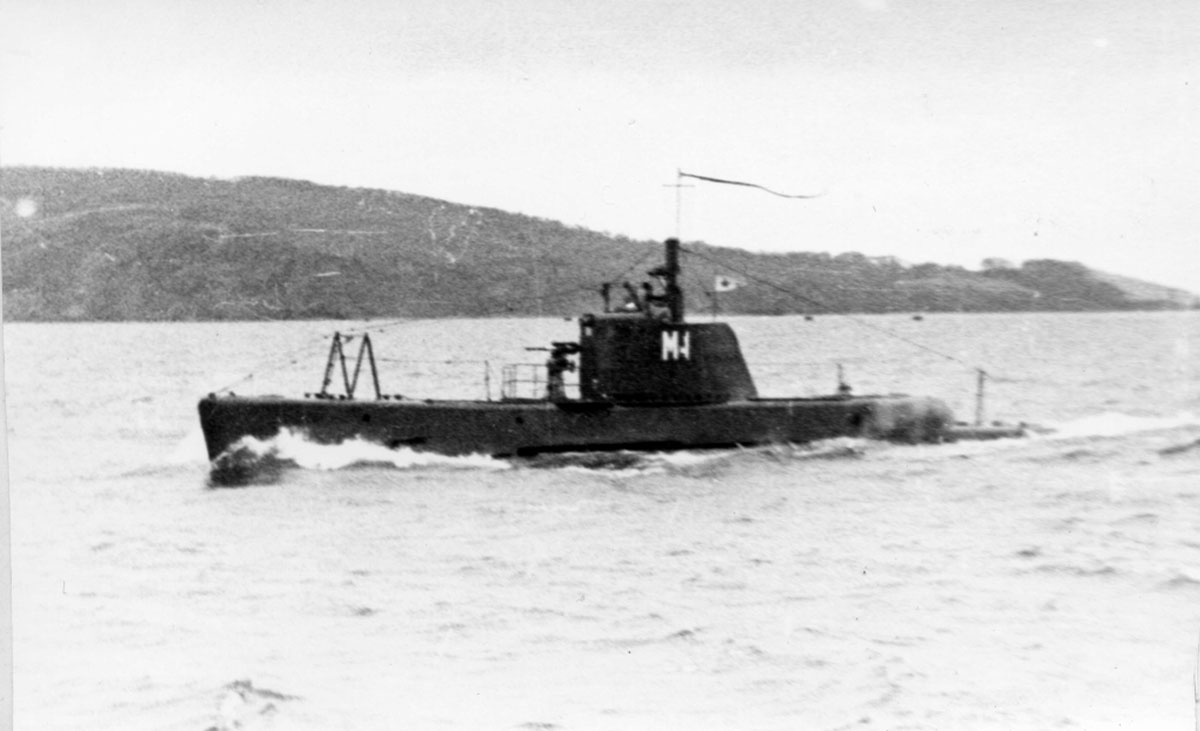
М-1 серии VI в Амурском заливе, 1934 год

Головная лодка проекта была заложена 29 августа 1932 года. Корпуса лодок делались клёпаными, несмотря на предложение А. Н. Асафова использовать электросварку. Лодки показали скорость ниже проектной (около 5 узлов), время погружения около 80 секунд, что было больше чем у лодок других классов, недостаточную мореходность. Для улучшения характеристик лодки была создана специальная комиссия, обследовавшая головную лодку проекта и предложившая ряд конструктивных изменений, в частности было принято изначальное предложение проектировщика делать корпус сварным, таким образом, «Малютки» стали первыми в мире цельносварными подводными лодками. Также, были внесены изменения в систему наполнения и опустошения балластных цистерн. Последние лодки серии строились с учётом предложений комиссии, которые позволили увеличить скорость лодки до проектных значений и улучшить время погружения в полтора раза.
Всего было построено 30 лодок, 28 из которых (с М-1 по М-28) вошли в состав ТОФ и были отправлены на Дальний Восток в период с 1 декабря 1933 года по 30 ноября 1934 года. Две последние лодки серии остались на Черноморском флоте для подготовки подводников. Все лодки строились в Николаеве, на заводах № 198 (бывший «Наваль») и № 200 (бывший «Руссуд»), тихоокеанские достраивались и вводились в строй во Владивостоке, на заводе № 202 («Дальзавод»).

#### Представители серии VI
| Название | Место постройки          | Заводской № | Дата закладки    | Дата спуска на воду | Вступление в строй | Окончание службы | Примечание                                                                |
| -------- | ------------------------ | ----------- | ---------------- | ------------------- | ------------------ | ---------------- | ------------------------------------------------------------------------- |
| М-1      | завод № 198, завод № 202 | 237         | 3 октября 1932   | 9 апреля 1933       | 26 апреля 1934     | 28 ноября 1950   |                                                                           |
| М-2      | завод № 200, завод № 202 | 243         | 29 августа 1932  | 8 апреля 1933       | 28 апреля 1934     | 28 ноября 1951   | Головная лодка серии, ПЗС-14                                              |
| М-3      | завод № 198, завод № 202 | 236         | 2 ноября 1932    | 8 июня 1933         | 22 мая 1934        | 28 ноября 1951   | ПЗС-15                                                                    |
| М-4      | завод № 200, завод № 202 | 241         | 1 апреля 1933    | 16 июня 1933        | 2 июня 1934        | 18 января 1951   |                                                                           |
| М-5      | завод № 200, завод № 202 | 245         | 1933             | 29 октября 1933     | 6 июня 1934        | 28 ноября 1950   |                                                                           |
| М-6      | завод № 200, завод № 202 | 244         | 1933             | 29 октября 1933     | 6 июня 1934        | 28 ноября 1950   | После списания — кабинет боевой подготовки                                |
| М-7      | завод № 200, завод № 202 | 242         | 19 апреля 1933   | 5 августа 1933      | 6 июня 1934        | 18 января 1951   |                                                                           |
| М-8      | завод № 198, завод № 202 | 238         | 31 октября 1932  | 11 августа 1933     | 5 июля 1934        | 28 ноября 1950   | В 1934 году затонула, поднята.                                            |
| М-9      | завод № 198, завод № 202 | 240         | 10 января 1933   | 27 сентября 1933    | 5 июля 1934        | 28 ноября 1950   |                                                                           |
| М-10     | завод № 200, завод № 202 | 246         | 1933             | 24 августа 1933     | 5 июля 1934        | 28 ноября 1950   | После списания служила для тренировок водолазов                           |
| М-11     | завод № 198, завод № 202 | 252         | 16 мая 1933      | 29 ноября 1933      | 5 июля 1934        | 28 ноября 1950   |                                                                           |
| М-12     | завод № 198, завод № 202 | 253         | 26 мая 1933      | 2 декабря 1933      | 5 июля 1934        | 8 сентября 1951  |                                                                           |
| М-13     | завод № 198, завод № 202 | 254         | 7 июня 1933      | 21 декабря 1933     | 14 июля 1934       | 28 ноября 1950   |                                                                           |
| М-14     | завод № 200, завод № 202 | 248         | 1933             | 26 декабря 1933     | 10 июля 1934       | 28 ноября 1950   | После списания служила для тренировок водолазов                           |
| М-15     | завод № 200, завод № 202 | 247         | 1933             | 26 декабря 1933     | 14 июля 1934       | 28 ноября 1950   | После списания служила для гидроакустических тренировок                   |
| М-16     | завод № 198, завод № 202 | 260         | 5 августа 1933   | 28 декабря 1933     | 22 июля 1934       | 28 ноября 1950   |                                                                           |
| М-17     | завод № 198, завод № 202 | 257         | 16 июля 1933     | 27 декабря 1933     | 21 июля 1934       | 28 ноября 1950   |                                                                           |
| М-18     | завод № 198, завод № 202 | 259         | 18 июля 1933     | 24 декабря 1933     | 22 июля 1934       | 28 ноября 1950   |                                                                           |
| М-19     | завод № 198, завод № 202 | 258         | 20 июля 1933     | 14 мая 1934         | 29 августа 1934    | 28 ноября 1950   | В 1948 году затонула после столкновения с М-12, погибло 3 человека.       |
| М-20     | завод № 198, завод № 202 | 262         | 25 августа 1933  | 17 марта 1934       | 23 сентября 1934   | 28 ноября 1950   |                                                                           |
| М-21     | завод № 198, завод № 202 | 263/566     | 17 сентября 1933 | 20 марта 1934       | 23 сентября 1934   | 28 ноября 1950   |                                                                           |
| М-22     | завод № 198, завод № 202 | 264/567     | 6 октября 1933   | 15 мая 1934         | 10 октября 1934    | 28 ноября 1950   | После списания использовалась для подготовки аварийно-спасательной службы |
| М-23     | завод № 200, завод № 202 | 250         | 1933             | 16 мая 1934         | 10 октября 1934    | 31 мая 1946      | В октябре 1944 года отправлена на Чёрное море                             |
| М-24     | завод № 198, завод № 202 | 265         | 21 октября 1933  | 1 июня 1934         | 10 октября 1934    | 31 мая 1946      | В октябре 1944 года отправлена на Чёрное море                             |
| М-25     | завод № 198, завод № 202 | 251         | 1933             | 16 июня 1934        | 18 ноября 1934     | 31 мая 1946      | В октябре 1944 года отправлена на Чёрное море                             |
| М-26     | завод № 200, завод № 202 | 249         | 1933             | 14 апреля 1934      | 10 октября 1934    | 28 ноября 1950   | В октябре 1944 года отправлена на Чёрное море.                            |
| М-27     | завод № 198, завод № 202 | 255         | 14 июня 1933     | 23 июля 1934        | 31 декабря 1934    | 31 мая 1946      | В октябре 1944 года отправлена на Чёрное море.                            |
| М-28     | завод № 198, завод № 202 | 256         | 12 июля 1933     | 21 июня 1934        | 16 июля 1935       | 28 ноября 1950   | В октябре 1944 года отправлена на Чёрное море.                            |
| М-51     | завод № 198              | 239         | 17 ноября 1932   | 22 мая 1933         | 9 сентября 1934    | 28 ноября 1950   | До 1934 года — М-7, в 1934 году — М-61                                    |
| М-52     | завод № 198              | 261         | 15 августа 1933  | 13 декабря 1933     | 9 сентября 1934    | 28 июля 1945     | в 1934 году — М-62                                                        |

### Серия VI-бис

VI-бис серия

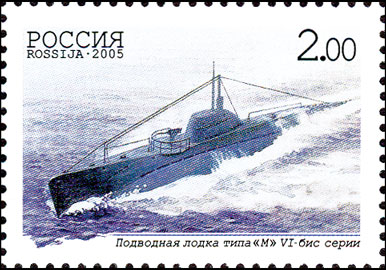
Подводная лодка серии VI-бис на марке Почты России, 2005

13 августа 1933 года было принято решение о постройке 20 «Малюток» по усовершенствованному проекту. Лодки получили дополнительную цистерну быстрого погружения, электрическое управление носовыми горизонтальными рулями, улучшенный гребной винт, были улучшены обводы боевой рубки и кормовой части. Скорость лодок возросла до 13,2/7,16 узлов, автономность составила 10 суток. Строительство серии осуществлялось в Ленинграде на заводе «Судомех», 5 лодок, в Николаеве на заводах № 198 (бывший «Руссуд»), 12 лодок, и № 200 им. 61 коммунара (бывший «Наваль»), 3 лодки. Переправленные из Николаева в Ленинград подводные лодки достраивались на заводе № 190.
Все подводные лодки серии VI-бис вошли в строй к концу 1936 года. 12 лодок вошли в состав Балтийского флота, 6 — в составе Тихоокеанского флота, таким образом, количество бригад подводных лодок в ТОФ увеличилось до четырёх, 2 — в составе Черноморского флота.

#### Представители серии VI
| Название | Место постройки          | Заводской № | Дата закладки   | Дата спуска на воду | Вступление в строй | Окончание службы | Примечание                                                                                        |
| -------- | ------------------------ | ----------- | --------------- | ------------------- | ------------------ | ---------------- | ------------------------------------------------------------------------------------------------- |
| М-43     | «Судомех»                | 58          | 2 февраля 1934  | 10 июня 1935        | 6 ноября 1934      | 1953             | Предыдущие названия: М-61, М-71, М-82. В 1954 году передана в Китай, переименована в 205.         |
| М-44     | «Судомех»                | 60          | 10 марта 1934   | 15 июля 1935        | 27 ноября 1935     | 1953             | Предыдущие названия: М-63, М-73, М-84. В 1954 году передана в Китай, переименована в 200.         |
| М-45     | завод № 198              | 294         | 29 мая 1934     | 29 апреля 1935      | 4 ноября 1935      | 1953             | Предыдущие названия: М-82, М-77, М-85. В 1954 году передана в Китай, переименована в 201.         |
| М-46     | завод № 198              | 301         | 29 августа 1934 | 25 мая 1935         | 4 ноября 1935      | 1953             | Предыдущие названия: М-83, М-78, М-86. В 1954 году передана в Китай, переименована в 202.         |
| М-47     | завод № 198              | 287         | 10 февраля 1934 | 23 декабря 1934     | 10 июня 1935       | 1953             | Предыдущее название: М-53. В 1954 году передана в Китай, переименована в 203.                     |
| М-48     | завод № 200              | 1047        | 25 марта 1935   | 20 ноября 1935      | 19 октября 1936    | 1953             | Предыдущее название: М-56. В 1954 году передана в Китай, переименована в 204.                     |
| М-54     | завод № 200              | 1045        | 20 декабря 1934 | 15 сентября 1935    | 14 октября 1936    | 1944             | Предыдущее название: М-53. Осталась на Чёрном море.                                               |
| М-55     | завод № 200              | 1046        | 25 марта 1935   | 20 ноября 1935      | 17 октября 1936    | 1944             | Предыдущее название: М-54. Осталась на Чёрном море.                                               |
| М-71     | завод № 198, завод № 190 | 289         | 10 марта 1934   | 31 декабря 1934     | 24 августа 1935    | 1941             | Предыдущее название: М-77. Взорвана в Либаве.                                                     |
| М-72     | завод № 198, завод № 190 | 288         | 10 марта 1934   | 23 декабря 1934     | 24 августа 1935    | 1944             | Предыдущее название: М-76.                                                                        |
| М-73     | завод № 198, завод № 190 | 291         | 10 марта 1934   | 5 января 1935       | 24 августа 1935    | 1944             | Предыдущее название: М-79.                                                                        |
| М-74     | завод № 198, завод № 190 | 290         | 10 марта 1934   | 31 декабря 1934     | 24 августа 1935    | 1944             | Предыдущее название: М-78.                                                                        |
| М-75     | завод № 198, завод № 190 | 292         | 10 марта 1934   | 5 февраля 1935      | 24 августа 1935    | 1944             | Предыдущее название: М-80.                                                                        |
| М-76     | завод № 198, завод № 190 | 293         | 10 марта 1934   | 8 февраля 1935      | 24 августа 1935    | 1944             | Предыдущее название: М-81.                                                                        |
| М-77     | «Судомех»                | 61          | 10 марта 1934   | 21 марта 1936       | 19 июня 1936       | 1949             | Предыдущие названия: М-64, М-74, М-85. В 1943 году несла службу на Ладоге.                        |
| М-78     | «Судомех»                | 62          | 20 марта 1934   | 21 марта 1936       | 19 июня 1936       | 1941             | Предыдущие названия: М-65, М-75, М-86. Торпедирована немецкой U-144.                              |
| М-79     | завод № 198, завод № 190 | 302         | 25 августа 1934 | 15 сентября 1935    | 15 июля 1936       | 1949             | Предыдущее название: М-84. В 1943 году несла службу на Ладоге.                                    |
| М-80     | завод № 198, завод № 190 | 303         | 25 августа 1934 | 15 сентября 1935    | 15 июля 1936       | 1941             | Предыдущее название: М-85. Взорвана в Либаве.                                                     |
| М-81     | завод № 198, завод № 190 | 304         | 25 августа 1934 | 15 сентября 1935    | 15 июля 1936       | 1941             | Предыдущее название: М-85. Погибла на мине.                                                       |
| М-83     | «Судомех»                | 59          | 10 февраля 1934 | 1 июня 1935         | 8 ноября 1935      | 1941             | Предыдущие названия: М-62, М-72. Обороняла Либаву, после исчерпания боезапаса затоплена экипажем. |

### Серия XII (проект 40)

XII серия

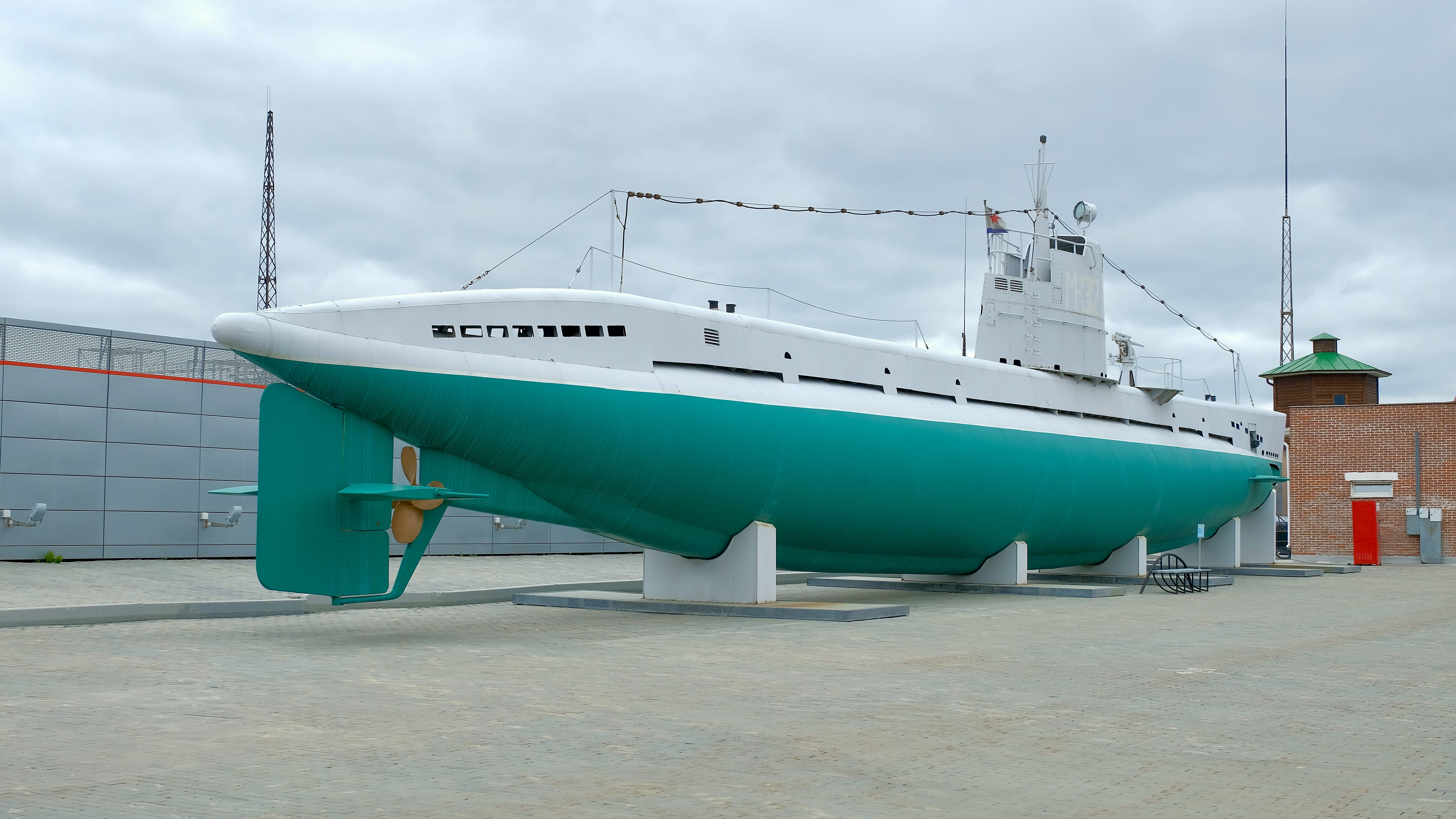
Реплика подводной лодки М-32 серии XII в музейном комплексе УГМК, Верхняя Пышма.

Возможности по улучшению характеристик подводных лодок первых двух серий были жёстко ограничены их габаритами и, как следствие, лимитом водоизмещения. После того, как расчётами была доказана возможность безопасной перевозки лодок по железной дороге при увеличении длины на 20 % и ширины на 10 %, что в сумме давало возможность увеличения водоизмещения на 40 %, была начата разработка нового проекта, получившего № 40 и принятого на вооружение как «серия XII». Конструктором этого нового проекта, первоначально названного М-III, стал П. И. Сердюк. Рост водоизмещения до 206/256 тонн позволил улучшить многие характеристики кораблей, поэтому несмотря на сохранение состава вооружения и одновальной установки подводные лодки серии XII оказались гораздо более боеспособными кораблями. На этих лодках начали устанавливать модернизированные дизельные двигатели 38К8, мощность которых выросла с 650 до 800 л. с. при 600 оборотах в минуту.
Серия состояла из 46 лодок. 28 из них вошли в строй до войны. Балтийский флот получил 9 подводных лодок, Черноморский — 10, Северный — 6, Тихоокеанский — 3. Ещё 18 подводных лодок были переданы флоту уже в годы войны. Строительство серии велось на заводе № 112 в Горьком (32 лодки). и на заводе «Судомех» в Ленинграде (14 лодок). Некоторые лодки достраивались в Николаеве на заводе № 198, в Молотовске на заводе № 402, в Баку и Астрахани на заводе № 638, или в Мурманске на судоремонтном заводе Севморпути в посёлке Роста.

#### Представители серии XII
| Название                         | Место постройки                     | Заводской № | Дата закладки    | Дата спуска на воду            | Вступление в строй   | Окончание службы | Примечание |
| -------------------------------- | ----------------------------------- | ----------- | ---------------- | ------------------------------ | -------------------- | ---------------- | --- |
| М-30                             | завод № 112                         | 255         | 20 января 1938   | 5 октября 1939                 | 31 июля 1940         | 1952             | Предыдущие названия: М-61, М-58. После списания использовалась как учебная лаборатория.                                                                                    |
| М-31                             | завод № 112                         | 258         | 31 августа 1938  | 25 февраля 1940                | 31 октября 1940      | 1942             | Предыдущие названия: М-64, М-61. Погибла в районе острова Фидониси. На 2022 год не найдена.                                                                                |
| М-32                             | завод № 112                         | 259         | 31 августа 1938  | 26 февраля 1940                | 31 октября 1940      | 1953             | Предыдущие названия: М-65, М-62. Макет М-32 экспонируется в Верхней Пышме.                                                                                                 |
| М-33                             | завод № 112                         | 260         | 31 августа 1938  | 23 июня 1940                   | 18 декабря 1940      | 1942             | Предыдущие названия: М-66, М-63. Погибла на минах. Обнаружена при подготовке подъёма М-60 и поднята вместе с ней в 1951 году.                                              |
| М-34                             | завод № 112                         | 268         | 22 февраля 1939  | 23 июня 1940                   | 31 декабря 1940      | 1941             | Предыдущие названия: М-67, М-64. Погибла в районе Констанцы. На 2022 год не обнаружена.                                                                                    |
| М-35                             | завод № 112                         | 269         | 22 февраля 1939  | 20 августа 1940                | 31 января 1941       | 1956             | Предыдущие названия: М-68, М-65. Гвардейская. После списания — ПЗС-16. |
| М-36                             | завод № 112                         | 270         | 22 февраля 1939  | 20 августа 1940                | 23 февраля 1941      | 1944             | Предыдущие названия: М-69, М-66. Погибла в районе Кобулети. На 2022 год не обнаружена.                                                                                     |
| М-49                             | завод № 112                         | 9686, 248   | 26 июня 1937     | 25 января 1939                 | 27 июля 1939         | 16 августа 1941  | Предыдущие названия: М-57. Головная лодка серии. Погибла под Владивостоком. Обнаружена весной 2025 года.                                                                   |
| М-58                             | завод № 112                         | 9695/2, 251 | 25 октября 1937  | 28 апреля 1939                 | 27 сентября 1939     | 1941             | Предыдущие названия: М-55. Погибла в районе Констанцы. Предположительно обнаружена в 2015 году, на 2022 год окончательное опознание не произведено.                        |
| М-59                             | завод № 112                         | 9695/1, 250 | 25 октября 1937  | 13 июня 1939                   | 3 июня 1940          | 1941             | Предыдущие названия: М-56. Погибла в районе Сулины. На 2022 год не обнаружена.                                                                                             |
| М-60                             | завод № 112                         | 9695/3, 252 | 25 октября 1937  | 28 августа 1939                | 31 мая 1940          | 1941             | Предыдущие названия: М-57. Погибла в районе Тендеровской косы. В 1948 году обнаружена, в 1951 году поднята.                                                                |
| М-62                             | завод № 112                         | 253         | 20 января 1938   | 5 октября 1939                 | 31 июля 1940         | 1953             | Предыдущие названия: М-59. |
| М-63                             | завод № 112                         | 254         | 20 января 1938   | 5 октября 1939                 | 31 июля 1940         | 1941             | Предыдущие названия: М-60. Погибла под Владивостоком. На 2022 год не обнаружена.                                                                                           |
| М-90                             | завод № 196                         | 91          | 27 июня 1936     | 28 ноября 1937                 | 21 июня 1938         | 1954             | В 1938 году затонула в результате тарана, четыре подводника погибли. Поднята и повторно введена в строй.                                                                   |
| М-92                             | завод № 196                         | 92          | 5 сентября 1936  | 4 августа 1938                 | в строй не вводилась | 1951             | Предыдущие названия: С.92, Р-1. Опытовая лодка по проектам РЕДО, ЕД-ВВД.                                                                                                   |
| М-94                             | завод № 196                         | 118         | 25 декабря 1938  | 11 сентября 1939               | 20 ноября 1939       | 1941             | Торпедирована немецкой U-140, 8 человек погибли. Обнаружена в 2019 году в районе острова Хийумаа, отсканировано положение на дне.                                          |
| М-95                             | завод № 196                         | 119         | 25 декабря 1938  | 11 сентября 1939               | 20 ноября 1939       | 1942             | Пропала без вести в районе Гогланда. Обнаружена в 1989 году, опознана в 2004 году, обстоятельства гибели выяснены после погружений в 2015 году.                            |
| М-96                             | завод № 112                         | 9685, 247   | 26 июля 1937     | 20 июля 1938                   | 16 октября 1939      | 1944             | Предыдущие названия: М-98. Пропала без вести в районе Лавенсаари. Обнаружена в 2020 году в Нарвском заливе.                                                                |
| М-97                             | завод № 112                         | 9699, 249   | 26 июля 1937     | 20 июля 1938                   | 10 октября 1939      | 1942             | Предыдущие названия: М-99. Пропала без вести в районе Гогланда. Обнаружена в 1990 году к югу от Хельсинки.                                                                 |
| М-98                             | завод № 196                         | 120         | 22 июня 1939     | 15 апреля 1940                 | 10 июля 1940         | 1941             | Предыдущие названия: М-96. Пропала без вести в районе Гогланда. На 2022 год не обнаружена.                                                                                 |
| М-99                             | завод № 196                         | 121         | 26 июня 1939     | 15 апреля 1940                 | 3 июля 1940          | 1941             | Предыдущие названия: М-97. Потоплена немецкой подводной лодкой U-149. На 2022 год не обнаружена.                                                                           |
| М-102                            | завод № 196                         | 136         | 15 мая 1940      | 12 октября 1940                | 5 декабря 1940       | 1953             | После списания переименована в КБП-30, использовалась для тренировки водолазов.                                                                                            |
| М-103                            | завод № 196                         | 137         | 31 мая 1940      | 12 октября 1940                | 5 декабря 1940       | 1941             | Погибла в районе острова Осмуссаар, обнаружена, отсканировано положение на дне. Обнаружена в 1999 году.                                                                    |
| М-104 «Ярославский комсомолец»   | завод № 112 завод № 402             | 301         | 30 сентября 1940 | 24 сентября 1942               | 10 февраля 1943      | 1960             | После 1953: КБП-27, УТС-32. Затонула в 1958 году в Баку, поднята, утилизирована. С 2014 года копия рубки экспонируется в Ярославле.                                        |
| М-105 «Челябинский комсомолец»   | завод № 112 завод № 402             | 302         | 30 октября 1940  | 30 октября 1942                | 20 февраля 1943      | 1955             | В 1944 году перевезена с СФ на ЧФ. В 1950 году получила противогидролокационное покрытие.                                                                                  |
| М-106 «Ленинский комсомол»       | завод № 112 завод № 402             | 303         | 30 октября 1940  | 9 октября 1942                 | 15 марта 1943        | 1943             | Погибла в районе Конгс-фьорда. На 2022 год не обнаружена. |
| М-107 «Новосибирский комсомолец» | завод № 112 СРЗ ГУ Севморпути       | 304         | 30 октября 1940  | 16 декабря 1942                | 24 июня 1943         | 1956             | После 1953: ПЗС-17. С 1956 года служила для тренировок водолазов. Корпус остаётся на дне Балаклавской бухты.                                                               |
| М-108                            | завод № 112 СРЗ ГУ Севморпути       | 305         | 30 октября 1940  | 9 января 1943                  | 20 июля 1943         | 1944             | Погибла в районе Конгс-фьорда. На 2022 год не обнаружена. |
| М-111                            | завод № 112                         | 275         | 25 октября 1939  | 31 декабря 1940                | 3 июля 1941          | 1954             | После 1953: ПЗС-18. |
| М-112                            | завод № 112                         | 276         | 25 октября 1939  | 31 декабря 1940                | 30 июня 1941         | 1953             | После списания обеспечивала подготовку 6 МРП ЧФ. |
| М-113                            | завод № 112                         | 277         | 25 октября 1939  | 31 декабря 1940                | 2 июля 1941          | 1957             | После 1953: КБП-28, УТС-35, использовалась в учебных целях |
| М-114                            | завод № 112 завод № 202             | 280         | 27 ноября 1939   | 7 мая 1941                     | 25 октября 1941      | 1953             | В 1944 году перевезена с ТОФ на ЧФ. |
| М-115                            | завод № 112 завод № 202             | 281         | 27 ноября 1939   | 7 мая 1941                     | 20 сентября 1941     | 1954             | В 1944 году перевезена с ТОФ на ЧФ. После 1953: КБП-29 |
| М-116                            | завод № 112 завод № 202             | 282         | 27 ноября 1939   | 31 декабря 1940                | 15 октября 1941      | 1956             | В 1944 году перевезена с ТОФ на ЧФ. После 1953: ПЗС-19 |
| М-117                            | завод № 112 завод № 198             | 287         | 29 октября 1940  | 12 февраля 1941 29 июня 1941   | 28 октября 1941      | 1956             | В 1944 году перевезена с ТОФ на ЧФ. После 1953: ПЗС-19 |
| М-118                            | завод № 112 завод № 198             | 288         | 29 октября 1940  | 12 февраля 1941 30 июня 1941   | 28 октября 1941      | 1942             | Погибла в районе мыса Бурнас. На 2022 год не обнаружена. |
| М-119                            | завод № 112 завод № 638 завод № 402 | 292         | 28 мая 1940      | 26 июня 1941 26 июля 1942      | 22 октября 1942      | 1954             | В 1944 году перевезена с СФ на ЧФ. После 1953: ПЗС-20 |
| М-120                            | завод № 112 завод № 198             | 289         | 28 января 1940   | 29 июня 1941                   | 8 ноября 1942        | 1953             | |
| М-121                            | завод № 112 завод № 638             | 290         | 28 мая 1940      | 19 августа 1941                | 31 октября 1942      | 1942             | Погибла в районе Варангер-фьорда. На 2022 год не обнаружена. |
| М-122                            | завод № 112 завод № 638             | 291         | 28 мая 1940      | 12 февраля 1941 1 августа 1941 | 31 октября 1942      | 1943             | Погибла в районе Варангер-фьорда. На 2022 год не обнаружена. |
| М-171                            | завод № 196                         | 88          | 10 сентября 1936 | 10 июля 1937                   | 11 декабря 1937      | 1960             | Предыдущее название: М-87. В 1943 году перестроена в подводный минный заградитель по проекту 604. Гвардейская. В 1945 году перешла с СФ на БФ. После 1953: СТЖ-16, УТС-65. |
| М-172                            | завод № 196                         | 89          | 17 июня 1936     | 23 июля 1937                   | 11 декабря 1937      | 1943             | Предыдущее название: М-88. Краснознамённая. Гвардейская. Погибла в районе Варангер-фьорда. На 2022 год не обнаружена.                                                      |
| М-173                            | завод № 196                         | 90          | 27 июня 1936     | 9 октября 1937                 | 22 июня 1938         | 1942             | Предыдущее название: М-89. Погибла в районе Вардё. На 2022 год не обнаружена.                                                                                              |
| М-174                            | завод № 196                         | 105         | 29 мая 1937      | 12 октября 1937                | 24 октября 1938      | 1943             | Предыдущее название: М-92. Погибла в районе Варангер-фьорда. На 2022 год не обнаружена.                                                                                    |
| М-176                            | завод № 196                         | 107         | 29 мая 1937      | 12 октября 1937                | 11 октября 1938      | 1942             | Предыдущее название: М-93. Погибла в районе Варангер-фьорда. На 2022 год не обнаружена.                                                                                    |

### Серия XV (проект 96)

XV серия

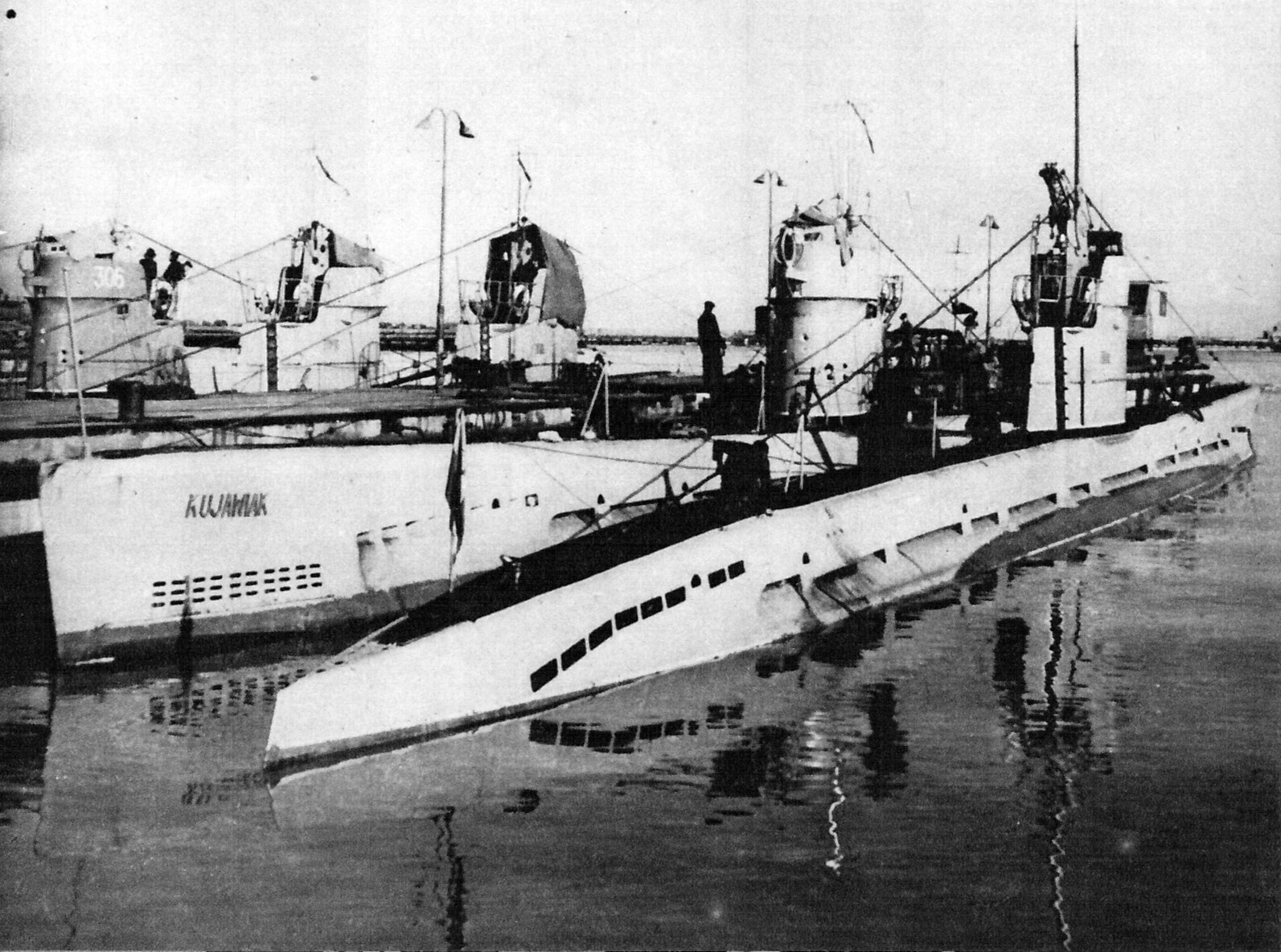
Пять подводных лодок серии XV в составе ВМС Польской народной республики, 1960-е годы.

Автором проекта был Ф. Ф. Полушкин. По его проекту лодка имела полуторакорпусную конструкцию: в булях, выполненных по аналогии с типом «Щ», разместились вынесенные из корпуса лодки балластные цистерны, освободив дефицитное пространство, улучшив обитаемость и экипаж до 28 человек. Для транспортировки лодки железнодорожным транспортом були снимались. Лодка стала двухвальной, что существенно повысило живучесть. Автономность плавания увеличилась до 15 суток, дальность плавания в надводном положении — 3000 миль, в подводном положении — 85 миль. Увеличение длины до 49,5 метра привело к увеличению надводной скорости до 14-15,5 узла, однако подводная скорость даже снизилась (с 7-8 узлов у серии XII до 7-6 узлов).
Вооружение лодок увеличилось вдвое — в носу они несли четыре 533-миллиметровых торпедных аппарата.
Головная лодка серии XV была заложена 31 марта 1940 года на заводе № 112, 4 февраля 1941 года спущена на воду. Всего построено 57 лодок, однако за время войны в строй вступили только четыре из них (М-200 — М-203). Ещё одна лодка (М-219) не была достроена, а строительство ещё 21 лодки было отменено до закладки. Серия почти целиком была построена в Ленинграде на заводе № 196. Одиннадцать лодок из построенных были заложены в Горьком на заводе № 112, но все они были переданы либо в Ленинград на завод № 196, либо в Молотовск на завод № 402. Лодки из Молотовска впоследствии также передавались в Ленинград для достройки, и на заводе № 402 в итоге осталось лишь две лодки, из которых была полностью достроена одна. Ряд «Малюток» серии XV в послевоенные годы был передан военно-морским флотам Болгарии, Польши, Египта и Китая.

#### Представители серии XV
| Название           | Место постройки                     | Заводской № | Дата закладки    | Дата спуска на воду | Вступление в строй | Окончание службы | Примечание |
| ------------------ | ----------------------------------- | ----------- | ---------------- | ------------------- | ------------------ | ---------------- | --- |
| М-200 «Месть»      | завод № 196 завод № 638             | 122         | 31 марта 1940    | 4 февраля 1941      | 20 марта 1943      | 1958             | В 1945 году переведена с СФ на БФ. В 1956 году затонула в результате тарана, поднята, использовалась как учебная, переименована в УТС-69.                                                            |
| М-201              | завод № 196 завод № 638             | 123         | 31 марта 1940    | 4 февраля 1941      | 16 апреля 1943     | 1955             | В 1945 году переведена с СФ на БФ. |
| М-202              | завод № 196 завод № 638             | 138         | 25 мая 1940      | 15 июля 1941        | 19 февраля 1944    | 1954, 1959       | Носила название «Рыбник Донбасса». В 1944 году переведена с Каспия на ЧФ. В болгарском флоте называлась 41.                                                                                          |
| М-203              | завод № 196 завод № 638             | 139         | 31 октября 1940  | 7 июля 1941         | 28 октября 1944    | 1954, 1959       | Носила название «Иркутский рыбак». В 1944 году переведена с Каспия на ЧФ. В болгарском флоте называлась 42.                                                                                          |
| М-204              | завод № 196 завод № 638             | 140         | 31 октября 1940  | 17 июля 1946        | 25 июня 1947       | 1954             | В 1944 году переведена с Каспия на ЧФ. В болгарском флоте называлась 43. |
| М-205              | завод № 196                         | 141         | 30 декабря 1940  | 10 ноября 1946      | 22 июля 1947       | 1958             | |
| М-206              | завод № 196                         | 142         | 31 декабря 1940  | 26 апреля 1947      | 30 сентября 1947   | 1958             | После списания использовалась как зарядная станция. |
| М-207              | завод № 196                         | 147         | июль 1941        | —                   | —                  | —                | Заказ аннулирован. Разобраны на стапеле. |
| М-208              | завод № 196                         | 148         | июль 1941        | —                   | —                  | —                | Заказ аннулирован. Разобраны на стапеле. |
| М-209              | завод № 196                         | 149         | июль 1941        | —                   | —                  | —                | Заказ аннулирован. Разобраны на стапеле. |
| М-210              | завод № 196                         | 150         | —                | —                   | —                  | —                | Готовились к закладке, отменены. |
| М-211              | завод № 196                         | 151         | —                | —                   | —                  | —                | Готовились к закладке, отменены. |
| М-212              | завод № 196                         | 152         | —                | —                   | —                  | —                | Готовились к закладке, отменены. |
| М-213              | завод № 196                         | 153         | —                | —                   | —                  | —                | Готовились к закладке, отменены. |
| М-214              | завод № 112 завод № 402             | 113/306     | 31 мая 1941      | 24 сентября 1946    | 14 августа 1948    | 1959             | Единственная лодка, достроенная в Молотовске. В 1948 году перешла с СФ на БФ. |
| М-215              | завод № 112 завод № 402 завод № 196 | 114/307/289 | 30 апреля 1941   | 22 июля 1947        | 31 октября 1947    | 1960             | |
| М-216              | завод № 112 завод № 402 завод № 196 | 115/308/290 | 30 апреля 1941   | 26 июля 1947        | 5 ноября 1947      | 1962             | После 1960: ПЗС-41. После списания использовалась для тренировки водолазов. |
| М-217              | завод № 112 завод № 402 завод № 196 | 116/309     | 30 апреля 1941   | 26 июля 1947        | 10 ноября 1947     | 1960             | |
| М-218              | завод № 112 завод № 402 завод № 196 | 117/310     | 30 апреля 1941   | 10 сентября 1947    | 10 ноября 1947     | 1960             | |
| М-219              | завод № 112 завод № 402             | 118/311     | 30 апреля 1941   | —                   | —                  | —                | Не достраивалась. Использовалась как плавучее нефтехранилище на заводе № 402. |
| М-220              | завод № 196                         | 309         | —                | —                   | —                  | —                | Готовились к закладке, отменены. |
| М-220              | завод № 196                         | 309         | —                | —                   | —                  | —                | Готовились к закладке, отменены. |
| М-221              | завод № 196                         | 310         | —                | —                   | —                  | —                | Готовились к закладке, отменены. |
| М-222              | завод № 196                         | 311         | —                | —                   | —                  | —                | Готовились к закладке, отменены. |
| М-223              | завод № 196                         | 1           | —                | —                   | —                  | —                | Готовились к закладке, отменены. |
| М-224              | завод № 196                         | 2           | —                | —                   | —                  | —                | Готовились к закладке, отменены. |
| М-225              | завод № 196                         | 3           | —                | —                   | —                  | —                | Готовились к закладке, отменены. |
| М-226              | завод № 196                         | 4           | —                | —                   | —                  | —                | Готовились к закладке, отменены. |
| М-227              | завод № 196                         | 5           | —                | —                   | —                  | —                | Готовились к закладке, отменены. |
| М-228              | завод № 196                         | 6           | —                | —                   | —                  | —                | Готовились к закладке, отменены. |
| М-229              | завод № 196                         | 7           | —                | —                   | —                  | —                | Готовились к закладке, отменены. |
| М-230              | завод № 196                         | 8           | —                | —                   | —                  | —                | Готовились к закладке, отменены. |
| М-231              | завод № 196                         | 9           | —                | —                   | —                  | —                | Готовились к закладке, отменены. |
| М-232              | завод № 196                         | 10          | —                | —                   | —                  | —                | Готовились к закладке, отменены. |
| М-233              | завод № 196                         | 11          | —                | —                   | —                  | —                | Готовились к закладке, отменены. |
| М-234              | завод № 112 завод № 196             | 353         | 20 июня 1941     | 25 апреля 1948      | 31 июля 1948       | 1958             | |
| М-235              | завод № 112 завод № 196             | 354         | 20 июня 1941     | 25 апреля 1948      | 25 августа 1948    | 1960             | |
| М-236              | завод № 112 завод № 196             | 355         | 19 февраля 1947  | 19 июня 1948        | 19 октября 1948    | 1954             | В 1954—1965 годах служила в ВМС ПНР как ORP Krakowiak. |
| М-237              | завод № 112 завод № 196             | 373         | 15 марта 1947    | 27 июля 1948        | 29 ноября 1948     | 1965             | В 1950 году перевезена с БФ на ЧФ. После 1960: ПЗС-10. Предположительно корпус сохранился как ствол водолазной башни в Севастополе.                                                                  |
| М-238              | завод № 112 завод № 196             | 374         | 25 апреля 1947   | 21 августа 1948     | 7 декабря 1948     | 1960             | |
| М-239              | завод № 196                         | 375         | 7 июня 1947      | 2 октября 1948      | 14 июля 1949       | 1960             | В 1950—1955 годах служила на ЧФ. |
| М-240              | завод № 196                         | 376         | 27 августа 1948  | 22 ноября 1948      | 30 июля 1949       | 1961             | В 1950—1955 годах служила на ЧФ. После списания передана ДОСААФ Москвы как учебная. Списанный корпус сохранялся на берегу Химкинского водохранилища до начала 1980-х.                                |
| М-241              | завод № 196                         | 377         | 31 августа 1948  | 30 декабря 1948     | 30 июля 1949       | 1958             | В 1950 году перевезена с БФ на ЧФ. После списания использовалась для подготовки спасателей. Корпус лежит на глубине 187 метров в районе мыса Херсонес.                                               |
| М-242              | завод № 196                         | 378         | 30 сентября 1948 | 30 марта 1949       | 30 июля 1949       | 1960             | В 1950—1955 годах служила на ЧФ. |
| М-243              | завод № 196                         | 379         | 31 октября 1948  | 30 апреля 1949      | 31 августа 1949    | 1960             | В 1950 году перевезена с БФ на ЧФ. После списания служила как ПЗС-26. В 1961—1970 годах — учебная при ДОСААФ в Астрахани.                                                                            |
| М-244              | завод № 196                         | 380         | 24 ноября 1948   | 1 июля 1949         | 1 октября 1949     | 1960             | В 1950 году перевезена с БФ на ЧФ. После списания служила как ПЗС-30. С 1960 года — учебная при ДОСААФ в Киеве. В конце 1960-х корпус затоплен в Каневском водохранилище. На 2022 год не обнаружена. |
| М-245              | завод № 196                         | 381         | 30 ноября 1948   | 30 июня 1949        | 31 октября 1949    | 1955             | В 1955—1966 годах — в составе ВМС ПНР как ORP Kujawiak. Затоплена в 1966 году как мишень для авиации. На 2013 год лежала на глубине 5 метров, рубка торчала из воды.                                 |
| М-246              | завод № 196                         | 382         | 25 января 1949   | 24 июля 1949        | 16 ноября 1949     | 1955             | В 1955—1966 годах — в составе ВМС ПНР как ORP Kurp, затем как ORP Mazowsze. |
| М-247              | завод № 196                         | 383         | 14 февраля 1949  | 31 августа 1949     | 22 ноября 1949     | 1960             | В 1950 году перевезена с БФ на ЧФ. После списания — ПЗС-6, использовалась для боевой подготовки. Предположительно корпус сохранился как основание водолазной башни в Севастополе.                    |
| М-248              | завод № 196                         | 384         | 24 февраля 1949  | 26 сентября 1949    | 23 ноября 1949     | 1960             | В 1950 году перевезена с БФ на ТОФ. |
| М-249              | завод № 196                         | 385         | 25 апреля 1949   | 30 октября 1949     | 31 декабря 1949    | 1960             | В 1950 году перевезена с БФ на ТОФ. |
| М-250              | завод № 196                         | 386         | 28 июня 1949     | 28 ноября 1949      | 2 июня 1950        | 1960             | В 1950 году перевезена с БФ на ТОФ. |
| М-251              | завод № 196                         | 387         | 23 сентября 1949 | 22 декабря 1949     | 25 июня 1950       | 1960             | В 1950 году перевезена с БФ на ТОФ. |
| М-252              | завод № 196                         | 388         | 22 октября 1949  | 26 марта 1950       | 10 июля 1950       | 1960             | В 1950 году перевезена с БФ на ТОФ. В 1959 году выброшена на скалы штормом, 7 человек погибло. |
| М-253              | завод № 196                         | 389         | 9 ноября 1949    | 30 марта 1950       | 29 июля 1950       | 1961             | В 1950 году перевезена с БФ на ТОФ. |
| М-270              | завод № 196                         | 500         | 23 декабря 1949  | 24 апреля 1950      | 29 июля 1950       | 1954             | В 1954—1965 годах — в составе ВМС ПНР как ORP Podhalanin, затем как ORP Slazak. Затоплена в Гданьской бухте на глубине 31 метр, на 2017 год — место погружений дайверов.                             |
| М-271              | завод № 196                         | 501         | 31 января 1950   | 30 апреля 1950      | 28 августа 1950    | 1957             | В 1960-х годах — в составе ВМС Египта. В 1971 году утилизирована. |
| М-272              | завод № 196                         | 502         | 25 февраля 1950  | 13 июня 1950        | 11 сентября 1950   | 1960             | В 1960-х годах: ПЗС-2. |
| М-273              | завод № 196                         | 503         | 18 марта 1950    | 20 июля 1950        | 28 сентября 1950   | 1963             | В 1950 году перевезена с БФ на ТОФ. |
| М-274              | завод № 196                         | 504         | 29 апреля 1950   | 18 сентября 1950    | 31 октября 1950    | 1954             | В 1954—1965 годах — в составе ВМС ПНР как ORP Mazur. |
| М-275              | завод № 196                         | 505         | 25 мая 1950      | 23 сентября 1950    | 15 ноября 1950     | 1961             | В 1950 году перевезена с БФ на ТОФ. |
| М-276              | завод № 196                         | 506         | 28 июня 1950     | 17 октября 1950     | 25 декабря 1950    | 1954             | В 1951 году перевезена с БФ на ТОФ, в 1954 году передана ВМС КНР. Служила до 1963 или 1968 года. |
| М-277              | завод № 196                         | 507         | 31 июля 1950     | декабрь 1950        | 24 мая 1951        | 1954             | В 1951 году перевезена с БФ на ТОФ, в 1954 году передана ВМС КНР. Служила до 1963 или 1968 года. |
| М-278              | завод № 196                         | 508         | 31 августа 1950  | 19 января 1951      | 28 мая 1951        | 1955             | В 1951 году перевезена с БФ на ТОФ, в 1955 году передана ВМС КНР. Служила до 1963 или 1968 года. |
| М-279              | завод № 196                         | 509         | 12 октября 1950  | 10 февраля 1951     | 9 июня 1951        | 1955             | В 1951 году перевезена с БФ на ТОФ, в 1955 году передана ВМС КНР. Служила до 1963 или 1968 года. |
| М-280              | завод № 196                         | 510         | 20 декабря 1950  | 14 февраля 1951     | 21 июля 1951       | 1961             | В 1951 году перевезена с БФ на ТОФ. После списания использовалась для учёбы. |
| М-281              | завод № 196                         | 619         | 4 февраля 1951   | 29 апреля 1951      | 23 августа 1951    | 1966             | В 1951 году перевезена с БФ на ТОФ. В 1958 году при учебной торпедной атаке приняла воду, легла на грунт, успешно всплыла.                                                                           |
| М-282              | завод № 196                         | 620         | 11 марта 1951    | 12 июня 1951        | 14 сентября 1951   | 1966             | В 1951 году перевезена с БФ на ТОФ. С 1962 года в резерве. |
| М-283              | завод № 196                         | 621         | 2 апреля 1951    | 3 июля 1951         | 30 сентября 1951   | 1963             | В 1951 году перевезена с БФ на ТОФ. В 1953—1956 годах несла экспериментальное резиновое покрытие. |
| М-284              | завод № 196                         | 622         | 3 мая 1951       | 11 августа 1951     | 31 октября 1951    | 1963             | В 1951 году перевезена с БФ на ТОФ. |
| М-285              | завод № 196                         | 623         | 31 мая 1951      | 14 сентября 1951    | 12 февраля 1952    | 1961             | В 1954 году перевезена с БФ на ТОФ. |
| М-286              | завод № 196                         | 624         | 29 июня 1951     | 15 октября 1951     | 25 июня 1952       | 1961             | В 1954 году перевезена с БФ на ТОФ. |
| М-287              | завод № 196                         | 625         | 25 июня 1951     | 15 ноября 1951      | 25 июня 1952       | 1962             | В 1952 году перевезена с БФ на ТОФ. |
| М-288              | завод № 196                         | 626         | 24 августа 1951  | 24 января 1952      | 24 июля 1952       | 1963             | В 1952 году перевезена с БФ на ТОФ. |
| М-289              | завод № 196                         | 627         | 27 сентября 1951 | 28 апреля 1952      | 27 августа 1952    | 1963             | В 1952 году перевезена с БФ на ТОФ. |
| М-290 (ORP Kaszub) | завод № 196                         | 628         | 10 ноября 1951   | 27 мая 1952         | 30 сентября 1952   | 1954             | В 1954—1963 годах — в составе ВМС ПНР как ORP Kaszub. В 1957 годах в шторм выброшена на мель, три человека утонули.                                                                                  |
| М-291              | завод № 196                         | 629         | 28 декабря 1951  | 30 сентября 1952    | 25 ноября 1952     | 1960             | В 1954 году перевезена с БФ на ТОФ. |
| М-292              | завод № 196                         | 644         | 15 апреля 1952   | 30 сентября 1952    | 12 января 1953     | 1963             | В 1954 году перевезена с БФ на ТОФ. |
| М-293              | завод № 196                         | 645         | 10 февраля 1952  | 2 октября 1952      | 12 января 1953     | 1960             | В 1954 году перевезена с БФ на ТОФ. |
| М-294              | завод № 196                         | 646         | 29 мая 1952      | 22 октября 1952     | 26 февраля 1953    | 1960             | В 1954 году перевезена с БФ на ТОФ. |

## Достижения и потери
По советским данным на боевом счету ПЛ типа «Малютка» суммарно числится 61 потопленное судно, 8 повреждённых судов и 10 потопленных боевых кораблей противника.
По послевоенным подтверждённым данным:

За годы войны ни одна «Малютка» серий VI и VI-бис не имела успеха. Из всех лодок лишь черноморской М-55 удалось дважды применить оружие и оба раза безрезультатно. То есть, 50 лодок этих серий не смогли внести никакого вклада в разгром врага.
В отличие от предшественниц подлодки XII серии оказались вполне успешными и конкурентоспособными в сравнении со старшими по классу кораблями. Северные «Малютки» потопили четыре транспорта и три боевых корабля противника, ещё один транспорт повредили. Черноморские — семь транспортов потопили, ещё три и один боевой корабль повредили. Плюс транспорт, потопленный 45-мм пушкой. На Балтике «Малюткам» не удалось потопить ни одного судна. Итого на счету «Малюток» XII серии пятнадцать потопленных и пять поврежденных транспортов и боевых кораблей, по достоверным данным, подтвержденным обеими сторонами.
Итогом боевой деятельности лодок XV серии было потопление одного боевого корабля.— доктор военных наук Константин Сивков
.
При оценке результативности Малюток серий VI и VI-бис следует учитывать тот факт, что бо́льшая часть из них (34 из 49) служили на Тихоокеанском флоте и не принимали участия в Великой Отечественной войне. Только во второй половине 1944 года несколько подводных лодок этих серий были перевезены по железной дороге на Черноморский флот, но приступить к боевым действиям до завершения войны не успели.
По итогам исследования немецких архивов военным историком М. Э. Морозовым были опубликованы следующие данные о результативности подводных лодок типа «Малютка»:
| Северный флот     |                 |                                             |
| Дата              | Подводная лодка | Результат атаки на судно/корабль противника |
| 22.12.1941        | М-174           | Потоплен транспорт «Эмсхёрн»                |
| 22.04.1942.       | М-173           | Потоплен транспорт «Бланкенезе»             |
| 29.04.1942.       | М-171           | Потоплен транспорт «Куритиба»               |
| 29.01.1943        | М-171           | Поврежден транспорт «Илона Симмерс»         |
| 01.02.1943.       | М-172           | Потоплен сторожевой корабль V 6115          |
| 16.03.1943.       | М-122           | Потоплен транспорт «Иоаханисбергер»         |
| 11.09.1943.       | М-107           | Потоплен большой охотник Uj 1217            |
| 19.08.1944.       | М-201           | Потоплен сторожевой корабль V 6112          |
| Черноморский флот |                 |                                             |
| 26.10.1941.       | М-35            | Поврежден паром SF 35                       |
| 23.08.1942.       | М-36            | Потоплена шаланда «Ангара»                  |
| 01.10.1942.       | М-118           | Потоплен транспорт «Зальцбург»              |
| 06.10.1942.       | М-31            | Потоплен буксир «Олтул»                     |
| 21.10.1942.       | М-35            | Потоплен танкер «Ле Прогресс»               |
| 28.08.1943.       | М-111           | Поврежден транспорт «Хайнбург»              |
| 25.10.1943.       | М-112           | Потоплена баржа «Тина В.»                   |
| 02.11.1943.       | М-35            | Потоплен лихтер L 1293                      |
| 12.11.1943.       | М-111           | Потоплен транспорт "Теодорих                |

На Балтийском флоте подлодки этого типа побед не имели.
Потери подводных лодок типа «М» на всех действующих флотах в годы войны составили 31 единицу (13 на Балтийском флоте, 9 на Северном флоте и 9 на Черноморском флоте). На Тихоокеанском флоте в августе 1941 года при аварии погибли ещё две подводные лодки («М-49», «М-63»).

## Награды ПЛ типа «М»
- Гвардейского звания были удостоены «М-171» и «М-174» — на Северном флоте, «М-35» и «М-62» на Черноморском флоте.
- Орденом Красного Знамени были награждены черноморские «М-111» и «М-117»,
- Гвардейским краснознамённым кораблём была «М-172» Северного флота.
- Также, «М-171» серии XII, входящая в состав Северного флота, с августа 1942 года и до конца войны удерживала переходящее Красное Знамя ЦК ВЛКСМ, которым отмечали лучшую ПЛ ВМФ СССР.

## Сноски и источники
1. ↑  Через дробь — характеристики «Малютки» серии XII.
2. ↑  У Владивостока нашли затонувшую советскую подлодку. www.rbc.ru (7 апреля 2025). Дата обращения: 7 апреля 2025.
3. ↑  M-94 - 3D model by Muinsuskaitseamet (англ.) (12 мая 2020). Дата обращения: 16 мая 2025.
4. ↑  M-103 - 3D model by Muinsuskaitseamet (англ.) (20 апреля 2020). Дата обращения: 16 мая 2025.
5. ↑  Гибель подводной лодки «Месть», 1956. Дата обращения: 30 марта 2018. Архивировано 31 марта 2018 года.
6. ↑  Уроки истории: гибель подводной лодки «Месть». Дата обращения: 30 марта 2018. Архивировано 31 марта 2018 года.
7. ↑  Подлодки на паровозной тяге. Главным достоинством «Малюток» стала возможность перевозки по железной дороге. Военно-промышленный курьер. Дата обращения: 8 апреля 2019. Архивировано 8 апреля 2019 года.
8. ↑  Советские корабельные потери немецкими подводными лодками в 1941—1945? / Цусимские форумы. Дата обращения: 18 апреля 2019. Архивировано 2 апреля 2019 года.
9. ↑  Из их числа «М-72» и «М-74» вскоре после гибели были подняты и возвращены в строй.
10. ↑  Кривошеев Г. Ф. Россия и СССР в войнах XX века. Потери вооруженных сил: Статистическое исследование. — М.: Олма-Пресс, 2001. — С. 489—493. — 320 с. — ISBN 5-17-024092-9.